# Theo Verbeeck
Theophile « Theo » Verbeeck (né le 17 juillet 1889 à Berchem et mort le 2 août 1951 à Anderlecht) a été une importante personnalité du football belge.
Joueur puis dirigeant sportif, il a été, à un très jeune âge, le premier vrai président du SC Anderlechtois, club qu'il amène définitivement dans la plus haute division et à son tout premier sacre national.

## Biographie

### Famille de footballeurs
Theo Verbeeck est né Theophilus Smeyers du nom de sa maman. Peu de temps après, ses parents se marient et le petit Theo reçoit le nom de son papa « Verbeeck ». La famille est sportive, essentiellement footeuse, son frère Oscar plus jeune de deux ans, élément de Union St-Gilloise, fait partie de l'équipe championne olympique en 1920.
Selon certaines sources Theo Verbeeck est un des cofondateurs de l'US Anderlechtoise. Le « Dictionnaire des clubs affiliée à l'URBSFA depuis 1895 » édité et régulièrement mis à jour par l'asbl Foot100 nous apprend qu'un club de ce nom est affilié à la fédération le 1er juin 1904 mais se retrouve suspendu « suspendu pour non-paiement » le 16 août 1906. Le même ouvrage précise que le journal officiel de la fédération, « La Vie Sportive », évoque un club avec cette même dénomination dès le 31 juillet 1901, mais sans pouvoir affirmer qu'il s'agit d'un même cercle.
Un après l'US Anderlechtoise Verbeeck rejoint l'Athletic & Running Club de Bruxelles, un des clubs fondateurs de l'UBSSA en 1895.

### Ailier / Président / Arbitre
En 1907, Theo Verbeek est affilié au Daring CB. Trois ans plus tard, rejoint le SC Anderlechtois alors vieux de deux ans, très probablement attiré par Charles Roos qui est le premier à remplir la fonction de Président. À cette époque qui est encore celles des pionniers du football sur le continent européen, Theo Verbeek, âgé de 23 ans et donc est toujours joueur, est choisi pour devenir Président du club « Mauve et Blanc ». Peu le savent mais une machine se met en marche. Verbeeck est un hyperactif dans et en dehors du monde du football. Il est ainsi vice-président du Comité des Fêtes de la Commune d'Anderlecht ou encore membre de la Commission d'Education physique et des Sports. Il officie aussi comme arbitre dans la plus haute division.
Verbeek entretient une solide amitié avec plusieurs de ses équipiers dont trois (André, Gaston et Maurice) des cinq frères Versé, les fils d'Émile. Celui-ci, un entrepreneur dans le traitement du cuir, est passionné par le football, et visionnaire éclairé, est un important mécène pour le tout jeune « SCA » et son non moins jeune président. Voyant que son équipe tient la route sportivement parlement, le club rejoint rapidement rejoint l'UBSSA dès 1909 et joue dans les divisions régionales/locales du Brabant et bien évidemment de Bruxelles.

### Arrivée en série nationales
Au terme de la saison 1912-1913, le SC Anderlechtois, sous l'impulsion notamment de ses attaquant Verbeeck et M. Versé sans oublier G. Versé aussi champion de Belgique juniors du 100m, remporte leur série de 2e Régionale Brabant. Ce championnat de 12 match est plus court que la longue compétition d'arrière-saison (14 rencontres). Il y le tour final pour le titre brabançon... conquis par le White Star AC. Viennent ensuite deux tours regroupant les meilleures équipes de toutes les provinces/régions. Le premier tour qualifie ses deux premiers. Anderlecht gagne sa poule devant l'AEC Mons, le White Star AC et deux cercles flandriens, le SV Roesselaere (démissionné en 1920) et le FC Renaisien. décrété « champion du Brabant » doit en définitive attendre neuf ans avant d'accéder aux séries nationales. Pour terminer, les « Mauves » se classent derrière le TSV Lyra mais devant Berchem Sport.
Le SC Anderlechtois joue une saison en « Promotion » puis éclate la Première Guerre Mondiale.

### Patron du «Club ascenseur»
Toutes les compétitions officielles sont annulées pendant la Guerre. On joue quelques matchs amicaux et le plus souvent de « solidarité » pour soutenir les familles les plus en difficultés. Intelligent, avisé et visionnaire, Verbeeck a compris qu'il est décisif de disposer d'infrastructures plus modernes, plus confortable et plus spacieuses que le « champ » de Scheut où l'équipe joue depuis sa création. Le club passe par la rue Verheyden (actuelle rue Démosthène) puis le Joueur/Président a l'idée qu'il faut : localiser le terrain du club au cœur de la Commune et non plus à l'écart où seuls les « initiés » se rendent. C'est ainsi qu'en 1917, avec l'aide d'Émile Versé un terrain au Parc du Meir (actuel Parc Astrid) pour une somme estimée à 7 000 FB (pour estimation/comparaison disons à l'époque un ticket d'entrée se vend entre 15 et 20 centimes de franc). Au fil des saisons et des époques, se développe le stade Émile Versé.
Après le conflit, Theo Verbeeck cumule encore les deux fonctions de joueur et de président pendant cinq ans. Il évolue ainsi deux saisons au 2e niveau qui garde le nom de « Promotion ». La fédération décrète qu'aucune montée ou descente n'est enregistrée lors de la saison de reprise, à savoir celle de 1919-1920. Par contre, les autorités fédérales décident de faire passer leur élite, dénommée « Division d'Honneur » de 12 à 14 clubs au terme de la saison 1920-1921. Les trois premiers classés de la « Promotion » sont assurés de monter. Le SC Anderlechtois est devancé par... le Standard CL et le FC Malinois. Pour la désignation du troisième promu, l'UBSFA doit avoir recours à un match d'appui car Anderlecht et le R. FC Liégeois sont a stricte égalité (point et nombre de défaites). Ni le goal-average, ni la différence de buts ne sont employés comme critère de départage. Un premier match joué sur le terrain du Daring à Molenbeek, le 13 mars 1921, « devant une foule considérable » se solde par un partage « qui résume bien la partie âprement disputée » (1-1). Theo Verbeek ne joue pas cette partie, pendant laquelle Anderlecht égalise juste avant le repos par Maurice Versé. Un replay est donc nécessaire. Il n'est organisé que le 16 mai 1921, cette fois sur le terrain du Tilleur FC. Devant près de 7 000 personnes, une fois encore les deux formations se tiennent de près et la partie reste longtemps indécise. C'est logiquement que le montant est élu avec l'écart minimum. Déjà sauveur des siens deux mois plus tôt, Maurice Versé est le héros des Bruxellois quand il reprend victorieusement un coup de coin. Le Président Verbeeck n'a pas joué.
C'est à ce niveau que Theo Verbeeck preste sa dernière saison avant de raccrocher ses bottines. Il contribue amener « son team » au titre de sa série avec six points de mieux que le FC Malinois. Anderlecht remonte vers l'étage supérieur en compagnie du champion de l'autre série… le White Star !
Pendant les douze années qui Theo Verbeek va patiemment construire l'équipe nécessaire au franchissement définitif de cette dernière marche. À quatre reprises (1923, 1926, 1928 et 1931, LE SC Anderlechtois n'assure pas son maintien parmi l'élite belge. Il n'y passe que deux périodes de deux saisons de rang (24-25 et 25-26 puis 29-30 et 30-31). Sur la même période, il remporte fois le titre de sa série de « Division 1 » et en termine 2e à trois reprises. Deux de ces accessits lui permettant de remonter. Rappelons qu'à partir de 1932, seuls le champion de chacune des deux séries est promu.

### Dans la Cour des Grands
C'est au terme de la saison 1934-1935 que Theo Verbeeck aboutit enfin à son premier grand objectif, même s'il ne le sait pas encore : Anderlecht intègre définitivement l'élite nationale. Les saisons se succèdent et les « Mauves » évitent la relégation (successivement 8e, 11e, 8e puis 5e). Survient la Seconde Guerre mondiale qui met les compétitions de football à l'arrêt. Elles ne reprennent de façon conventionnelle que pour l'exercice 1941-1942. Le R. SC Anderlechtois le termine au seulement 6e rang à douze unités du K. Liersche SK, champion, national. Mais à la fin de cette saison, Theo Verbeeck réalise un « coup fumant » non sans prendre quelques risques.
En juin 1942, Verbeeck et Anderlecht réalisent le plus gros transfert (en termes financier) jamais effectué dans le football belge jusqu'alors. Même si à ce moment les transferts payants entre club ne sont vieux que de 7 ans, la somme (125 000 FB) versée pour l'achat d'un joueur est tout bonnement une petite fortune. On sait depuis que le Beerschot a proposé 100 000 francs belges et qu'Anderlecht a surenchéri. Le joueur transféré est un gamin de 20 ans, bourré de talents et doté d'une incroyable sens du but: Joseph Jef Mermans acquis au Tubantia FC,. Une grosse somme pour un tout jeune adulte est un sérieux pari (blessure, non confirmation des aptitudes, …). Évidemment, on sait depuis que ce transfert est une énorme réussite avec, notamment, trois titres de meilleur buteur de la plus haute division pour celui qui devient le « Bombardier ». Un attaquant qui reste à ce jour le meilleur réalisateur de l'Histoire du « matricule 35 » avec 367 buts.
À cette époque, malgré une couverture médiatique bien plus faible que de nos jours, voire inexistante par moments, le « coup » passe mal auprès d'un grand nombre (principalement non supporter du club bruxellois). 125 000 francs, alors que le pays est en guerre (le gouvernement légitime est à Londres), le territoire occupé par les Nazis qui multiplient les exactions et que la population est soumise au rationnement... La somme est jugée indécente. Le succès sportif étant au rendez-vous, les finances du club bruxellois vont être bénéficiaires. Comme les dirigeants du « matricule 35 » vont très régulièrement être en mesure de « s'offrir » les meilleurs joueurs du Royaume. De ce fait, les jalousies et reproches faciles s'accumulent contre l'entité que ses détracteurs vont caricaturalement appeler « club à fric » en rappelant régulièrement le « transfert indécent de Mermans en pleine guerre », comme un reproche permanent. Des mesquineries puériles qui confinent au ridicule en raison de l'évolution connue depuis par le football professionnel. Mais on ne réécrit pas l'Histoire.
Avec Mermans dans son effectif, le club du Président Verbeeck touche le Graal au terme d'une saison 1946-1947 un peu folle. Bien distancé au classement par l'Olympic de Charleroi, Anderlecht est le groupe qui supporte le mieux la longue interruption du championnat en raison d'un hiver très rigoureux. Quand la compétition reprend, les « Mauves et Blancs » effectuent une fantastique « remonte » (terme de l'époque devenu désormais « remontada » dans le langage familier) pour coiffer les « Dogues » d'un point et décrocher ainsi leur tout premier titre national.

### Décès jeune et rapide hommage posthume
Theo Verbeeck a encore le plaisir de voir son « Anderlecht » deux fois sacré (1949 et 1951). Malheureusement le dirigeant décède à un âge relativement jeune, 64 ans, en août 1951.
Seulement deux semaines après sa mort, la Commune d'Anderlecht lui rend hommage en renommant l'axe partant de la place de Linde et longeant le Parc de Meir en « Boulevard Theo Verbeeck », appellation qui est encore en vigueur de nos jours.
Mais l'héritage est important. Outre le Bombardier Mermans, le président Verbeeck a le geste du gestionnaire visionnaire quand il rappelle en 1943, un ancien joueur, Albert Roosens au sein de la direction du club ; puis engage, en 1945, un dénommé Eugène Steppé. Le duo « Roosens-Steppé » va transporter le R. SC Anderlechtois plus haut que l'ancien joueur/président n'aurait pu l'espérer.